# Veynes
Veynes is een gemeente in het Franse departement Hautes-Alpes (regio Provence-Alpes-Côte d'Azur). De gemeente telde 3.244 inwoners op 1 januari 2022. De plaats maakt deel uit van het arrondissement Gap.

## Geschiedenis

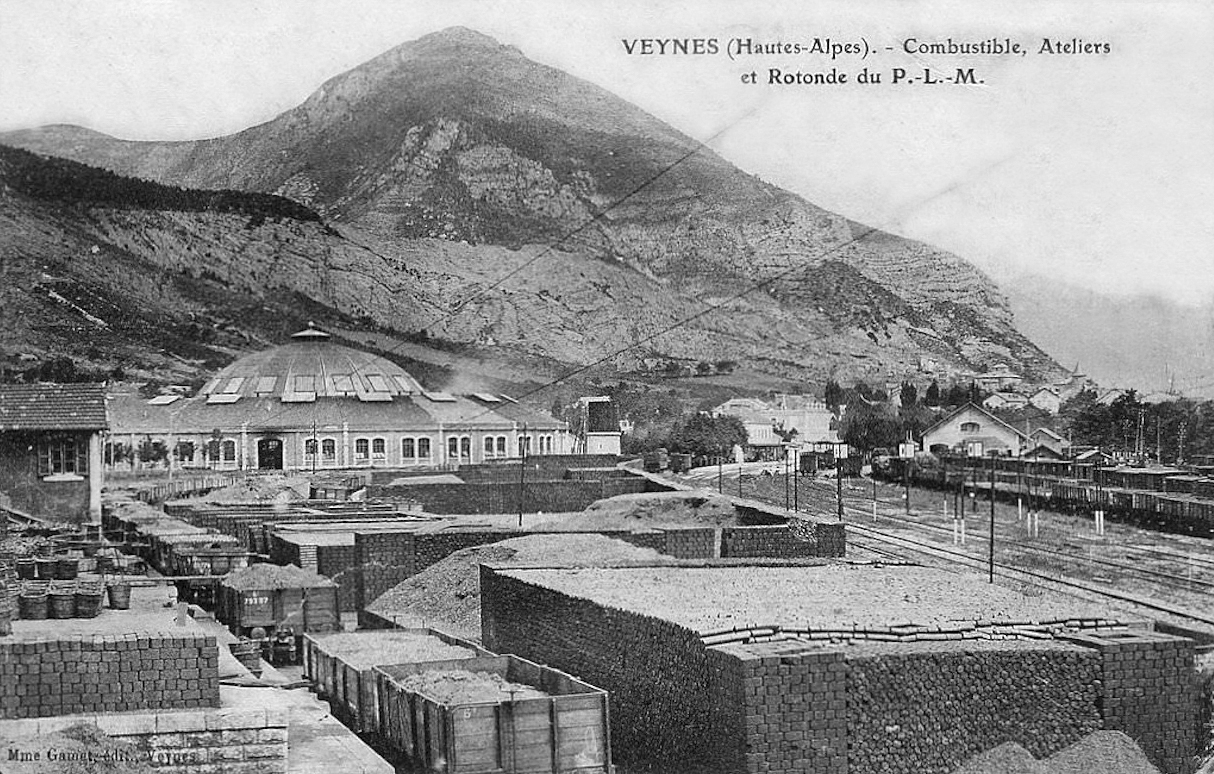
Stelplaats van Veynes rond 1900

De plaats ligt op een oude handelsroute die al in gebruik was in de Gallo-Romeinse periode. In de middeleeuwen ontstond hier een plaats rond een feodaal kasteel. Veynes kreeg een stadscharter in 1296. Veynes had een aparte Joodse wijk, Château Vieux. De Joden kregen de schuld van de pestepidemie die uitbrak in 1349.
In 1692 werd de plaats ingenomen en geplunderd door de troepen van Victor Amadeus II, hertog van Savoye. De middeleeuwse parochiekerk werd in brand gestoken.
De gemeente kreeg een economische impuls door de komst van de spoorweg in 1875. Het station van Veynes werd een spoorwegknooppunt met ook een stelplaats voor locomotieven. De spoorweg zorgde voor arbeidsplaatsen en er werden huizen gebouwd voor de spoorwegarbeiders.

## Geografie
De oppervlakte van Veynes bedroeg op 1 januari 2022 42,6 vierkante kilometer; de bevolkingsdichtheid was toen 76,2 inwoners per km².
Veynes ligt in de vallei van de Petit Buëch ten zuiden van het massief van Dévoluy. Het centrum ligt op de rechteroever van de Petit Buëch. Verder stromen de stortbeken Béoux, Drouzet en Glaisette door de gemeente.
Bij de gemeente behoort behalve de plaats Veynes ook het gehucht Saint-Marcellin.
De onderstaande kaart toont de ligging van Veynes met de belangrijkste infrastructuur en aangrenzende gemeenten.

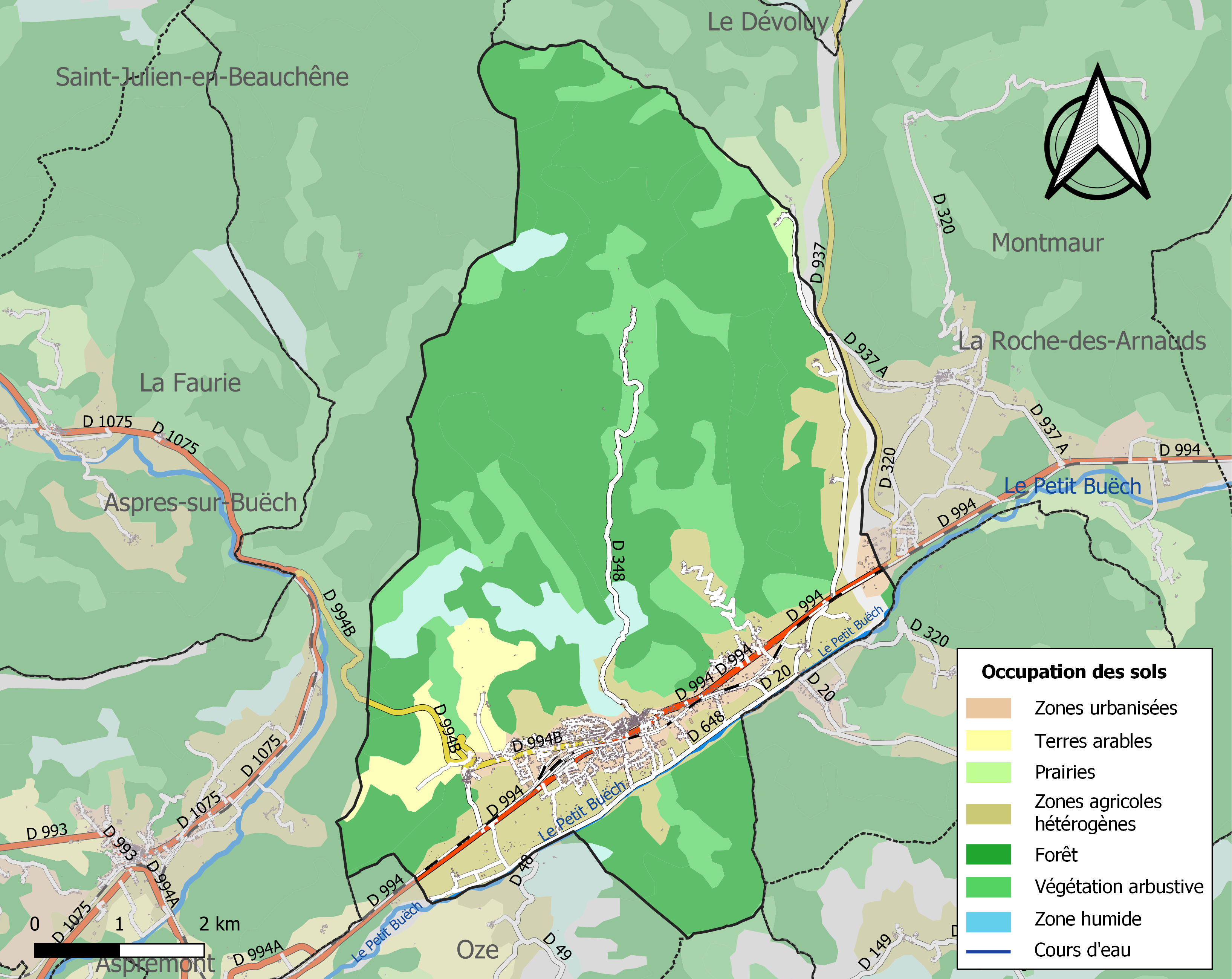

## Verkeer en vervoer
In de gemeente ligt spoorwegstation Veynes-Dévoluy.

## Demografie
Onderstaande figuur toont het verloop van het inwonertal (bron: INSEE-tellingen).
Vanwege een beveiligingsprobleem met de MediaWiki Graph-software is het momenteel niet mogelijk deze grafiek weer te geven. Zodra de software is bijgewerkt zal de grafiek vanzelf weer zichtbaar worden.

## Bezienswaardigheden

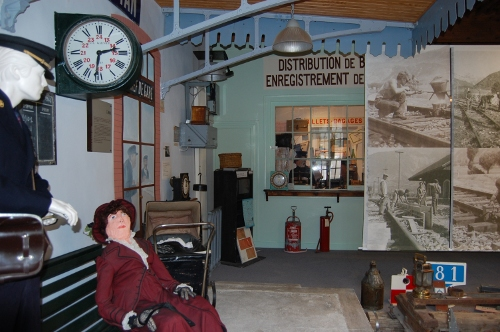
Écomusée du Cheminot Veynois

De kerk Saint-Sauveur is het oudste gebouw in de gemeente. De romaanse kerk werd gebouwd in de 11e eeuw. Na de verwoestingen van de 1692 werd de kerk heropgebouwd in 1778. De toren is 19e-eeuws en het portaal van 1962. Het gemeentehuis is ondergebracht in het Château de la Villette uit de 15e eeuw.
In Veynes zijn twee musea:
- Écomusée du Cheminot Veynois, museum over het leven van de spoorwegarbeiders
- Musée du Costume et des Métiers d’Antan, folkloremuseum